# 青毛五柱神社
青毛五柱神社（おおげ ごはしらじんじゃ）は、埼玉県久喜市青毛字上青毛1140に所在する神社である。

## 概要
青毛五柱神社は鷲宮神社・天満宮・八幡様・猿田彦・稲荷神社という5つの神社が、当地に所在していたものを含め、集められ合祀されているために「五柱」（柱とは神々を数える際の単位として用いられる）という名称がついた。このうち八幡様（字中村）・猿田彦（字中村）・稲荷神社（字川原）は1907年（明治40年）5月1日に合祀されている。こうした経緯から、青毛五柱神社は五柱神社（ごはしらじんじゃ）・五柱社（ごちゅうしゃ）・青毛神社（おおげじんじゃ）とも称される。地図においても表記のばらつきが見られる。
境内地の面積は372坪である。境内施設として本殿、社務所、祠、鳥居（2基）、手水舎、古井戸、灯籠（1718年（享保3年）のものと1863年（文久3年）のもの）、杉の木、梅の木、竹林、石橋、阿形の狛犬一対、「南無青面金剛」と彫られた石碑、「伊勢太々記念」と彫られた石碑、「竣工記念」と彫られた石碑、「放水記念」と彫られた石碑、「奉納石燈籠敷石」と彫られた石碑などである。
祭礼は7月25日である。この祭礼は「灯籠祭り」と称され、境内から約1kmに渡り長方形・行燈型の灯籠が設置される。行燈は「弥次喜多道中」などの図柄を用いて制作する。この行燈は地区（小字：上青毛・中村・川原・中島・本郷など）から5・6人の当番を出し作成される。かつて1955年（昭和30年）頃までは祭礼の期間、境内にて漫才・声帯模写・芝居などが催されていた。
この他、「子供百万遍」という行事が青毛字上青毛の耕地に存在する。この行事はかつて、すべてを子供によって取り行われていたが、現在では少子化の影響もあり大人が補助を行っている。日程は7月25日の祭礼より前に催されていたが、今日では学校との兼ね合いもあり7月25日前後の日曜日に行われている。行事内容は小学生ほどの男子が数珠を手に「ナイダー　ナイダー」と唱え村回りをするというものである。上青毛地区の家々を巡回し、庭先にて数珠をまわし、住人はこの数珠で頭を撫でてもらうことにより厄払いをしてもらう。この後、常楽寺からの厄除札を青毛堀川の土手および耕地の上・下境にさして回るというものである。